# Capis
Capis là một chi bướm đêm thuộc họ Erebidae.

## Các loài
- Capis archaia L. Handfield & D. Handfield, 2006
- Capis curvata Grote, 1882